# Geierlay
Geierlay là một cây cầu treo ở dãy núi thấp Hunsrück ở miền trung nước Đức. Nó được khai trương vào năm 2015. Nó có chiều dài khoảng 360 mét (1.180 ft) và cao lên đến 100 mét (330 ft) trên mặt đất. Hai bên của cây cầu là làng Mörsdorf và Sosberg. Một dòng suối có tên là Mörsdorfer Bach chạy qua thung lũng bên dưới cây cầu. Thành phố gần nhất là Kastellaun cách đó 8 km về phía đông. Thủ đô của bang, Mainz, cách 66 km về phía đông.
Cầu có trọng lượng 57 tấn và có thể hỗ trợ 50 tấn. Đó là một cây cầu chỉ dành cho người đi bộ và mở cửa quanh năm và không phải trả tiền để đi qua. 25% của tất cả du khách đến thăm cây cầu không vượt qua nó. Cầu này nằm trong 100 nơi tham quan hàng đầu ở Đức.
Kỹ sư Thụy Sĩ Hans Pfaffen đã thiết kế cây cầu với những điểm tương đồng với các cầu treo của Nepal.